# Richard Gornall
Richard Gornall (1951) is een Britse botanicus.
Hij is senior lecturer ('universitair docent') aan de University of Leicester. Tevens is hij de directeur van de Harold Martin Botanic Garden, de botanische tuin van de universiteit.
Gornall houdt zich bezig met onderzoek naar de taxonomie en de evolutiebiologie van de steenbreekfamilie (Saxifragaceae). Daarnaast doet hij onderzoek naar de cytologie en isozymes van Parnassia-populaties in de Britse Eilanden. Hij is geïnteresseerd in de biogeografie van de familie Coriariaceae. Hij houdt namens de Botanical Society of the British Isles (BSBI) een database bij van de vaatplanten van de Britse Eilanden. Daarnaast houdt hij een database bij met de aantallen chromosomen van deze vaatplanten.
In 1988 kreeg Gornall van de Linnean Society of London de Bicentenary Medal, een onderscheiding voor een bioloog die jonger is dan veertig jaar vanwege uitmuntende prestaties. Hij was tussen 2003 en 2006 voorzitter van de Botanical Society of the British Isles.
Gornall heeft bijgedragen aan artikels in wetenschappelijke tijdschriften als Botanical Journal of the Linnean Society, Novon en Watsonia. Samen met Richard Bateman en Pete Hollingsworth vormde hij de redactie van het boek Molecular Systematics and Plant Evolution dat in 1999 verscheen.